# ラ・スペツィア＝リミニ線

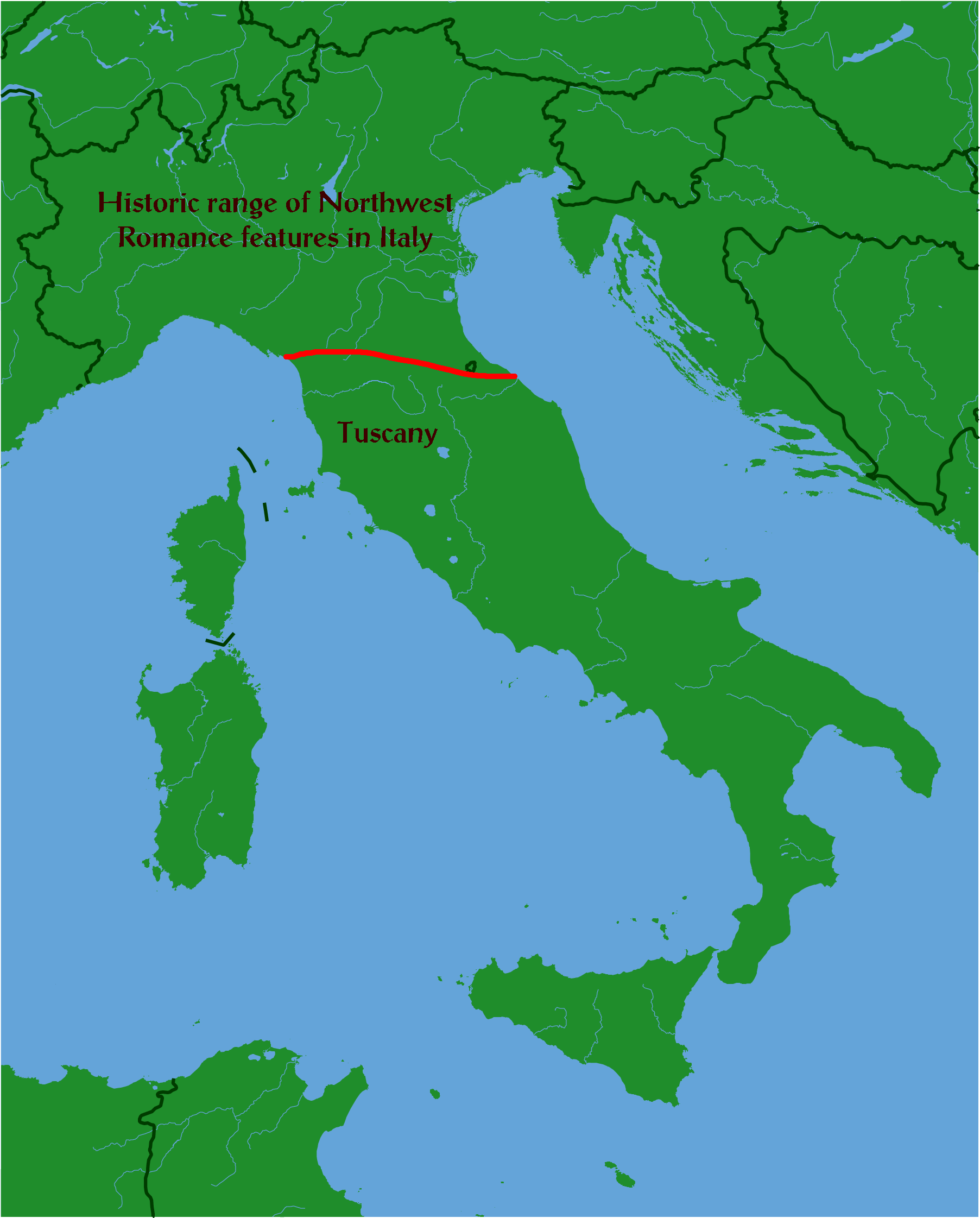
ラ・スペツィア＝リミニ線

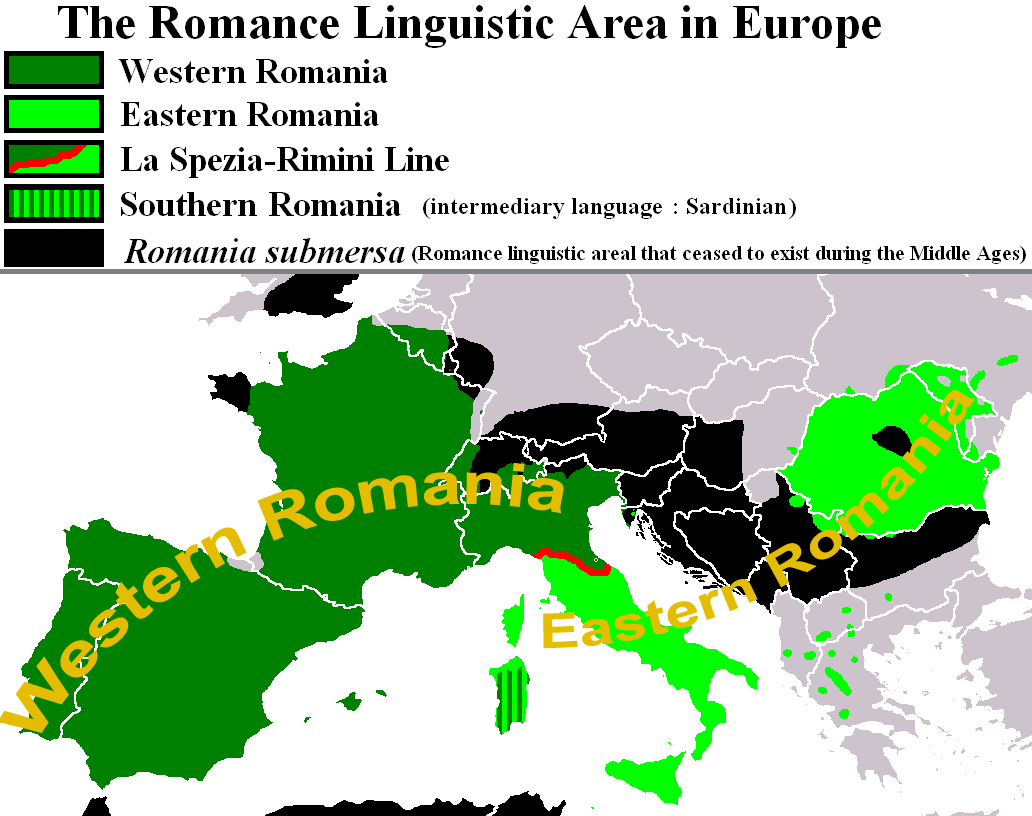
西ロマニアと東ロマニア

ラ・スペツィア＝リミニ線（ラ・スペツィア＝リミニせん、伊: Linea La Spezia-Rimini）、より正確にはマッサ＝セニガッリア線（マッサ＝セニガッリアせん、伊: Linea Massa-Senigallia）とは、イタリア北西部の都市ラ・スペツィアと、同じく北東部の都市リミニ（正確にはマッサとセニガッリア）とを結ぶ線のこと。
イタリア半島で話されているイタリア語にとってのみならず、フランス語やスペイン語・ポルトガル語なども含めたロマンス語を東西に二分する等語線（言語学上の地理的な境界線）として、非常に重要な概念である。
ロマンス語圏のうち、この線より北方・西方、すなわち北部イタリア、スイス・ティチーノ州、フランス、スペイン、ポルトガルなどを西ロマニアといい、
南方・東方、すなわち中部・南部イタリア（トスカーナ地方の方言をベースに作られた標準イタリア語をはじめとした中央イタリア方言などを含む）、コルシカ島、サルデーニャ島、シチリア島などを東ロマニアという。

## 特徴
- 名詞・形容詞の複数形
  - 東 - 母音交代による（ラテン語の複数主格 -ī, -ae 由来）
  - 西 - sを付加する（ラテン語の複数対格 -ōs, -ās 由来）
- 母音間の無声子音
  - 東 - 保存
  - 西 - 変化（有声化、軟音化、消失など）

## 構成
- 東ロマニア
  - ダキア・ルーマニア語（バルカン半島のロマンス語の一種。東ロマンス語も参照）
    - アルーマニア語
    - イストロ＝ルーマニア語
    - メグレノ＝ルーマニア語

  - ダルマチア語
  - 中部・南部イタリア
    - 標準イタリア語
    - 中部・南部イタリア方言（ナポリ語など）

  - 地中海
    - コルシカ語
    - サルデーニャ語
    - シチリア語
- 西ロマニア
  - スイス・北部イタリア
    - 北部イタリア方言
      - ロンバルド語
        - ティチーノ語

    - レト・ロマンス語群（ロマンシュ語など）

  - フランス・ベルギー
    - フランス語
    - オック語
    - ワロン語

  - イベリア半島
    - スペイン語（カスティーリャ語）
    - カタルーニャ語
    - ガリシア語
    - ポルトガル語
    - ミランダ語